# 土筆章人
土筆章人（1979年5月5日—），本名鈴木茂也，筆名有、，日本男性插畫家、漫畫家、設計師。出身於神奈川縣相模原市。代表作為《來自深淵》。

## 人物簡介
立花學園高等學校、東京設計專門學校插畫科畢業。2000年進入遊戲公司科樂美就職，2010年起離職成為自由插畫家。其創作特徴是細膩的作畫方式充滿故事性。尊敬的人物是諾曼·洛克威爾。
2013年起在《WEB Comic GAMMA》（竹書房）連載《來自深淵》，後在2017年7月至9月播出同名電視動畫。
2017年8月13日受青文出版社邀請至第十八屆漫畫博覽會。

## 作品

### 拼圖
- （Appleone）
- （Appleone）

### 漫畫
- 來自深淵（WEB Comic GAMMA（日语：まんがライフWIN），目前發行已經14冊／2025年8月，竹書房）青文出版社[4] ※名義發表。

### 動畫
- 童話槍手小紅帽（人物原案）※OVA版為名義發表
- 迷家（納鳴設計）

### 遊戲
- Elebits（日语：Elebits）（美術）
- OZ（設計）※鈴木茂也名義發表
- 幻想水滸傳III
- LovePlus（製作）

## 外部連結
- （日語）－土筆章人的官方個人網站。
- 土筆章人的X（前Twitter） （日語）